# Jänissaari (ö i Viitasaari, Mäntyjärvi)
Jänissaari är en ö i Mäntyjärvisjön i Finland. Den ligger i sjön Mäntyjärvi och i kommunen Viitasaari i den ekonomiska regionen  Saarijärvi-Viitasaari och landskapet Mellersta Finland, i den centrala delen av landet, 300 km norr om huvudstaden Helsingfors. Öns area är 1,2 hektar och dess största längd är 190 meter i sydöst-nordvästlig riktning.